# Melanolophia divergens
Melanolophia divergens là một loài bướm đêm trong họ Geometridae.